# Amt Oeversee
Het Amt Oeversee is een Amt in de Duitse deelstaat Sleeswijk-Holstein. Het Amt bestaat uit de gemeenten Oeversee, Sieverstedt en Tarp in de Landkreis Schleswig-Flensburg.